# Hendrik Goossens
Hendrik Goossens, gedoopt als Henricus (Vlierden, gedoopt 14 september 1792 - Vlierden, 12 juni 1856) was een Nederlands burgemeester.
Goossens werd geboren als zoon van Joannes (Jan) Goossens en Joanna Maria (Jennemaria) van de Mortel. Hij was herbergier en landbouwer. Van 1811 tot 1840 was hij wethouder (ook assessor genoemd ) van Vlierden. Op 28 december 1843 werd hij benoemd tot burgemeester van Vlierden en ambtenaar van de burgerlijke stand aldaar. Op 15 februari 1844 werd hij als burgemeester beëdigd. In 1850 stopte zijn burgemeesterschap.
Goossens trouwde in 1826 met Wilhelmina Beekers. Hij overleed in 1856 op 63-jarige leeftijd in zijn woonplaats Vlierden.